# 江西填湖广
江西填湖广，是指大量江西人迁居到湖广（今湖南与湖北两省范围）的一次大规模移民拓墾活动，影响十分深远。共有兩次，一次是发生在明初，另一次是明末清初。

## 明代
明朝驅逐蒙古人後，为了巩固新政权和发展经济，从洪武初年至永乐十五年，五十余年间组织了八次大规模的移民活动。形成了著名的“江西填湖广”等运动。
进入湖南以陆路为主。湘东与赣西之间的幕阜山、九岭山、武功山、万洋山等山脉，是湘江与赣江的分水岭。这些山地之间的谷地就构成了江西移民进入湖南的天然交通孔道。 江西南部之人大都移向湖南南部，江西北部之人大都移至湖南北部。
进入湖北以水路为主，江西饶州府鄱阳县瓦屑坝是明代移民的主要集散地之一。明初移民时，官府在瓦屑坝设局驻员。饶州府各县移民沿乐安河、饶河到达鄱阳瓦屑坝集中，然后发放“川资”，编排船只，乘船驶出鄱阳湖到达湖口。然后溯长江而上，迁入湖北。

### 传说[來源請求]
民间流传朱元璋血洗湖南（谐音同血洗胡蓝，因为明初胡蓝案牵扯甚广，因而以讹传讹变成血洗湖南）的說法，陳友諒任命的湖广参政易华率領群眾一起抗議（一說起義）朱元璋，朱元璋派兵攻擊，易华遁走。之後，朱元璋登基稱帝，得知易华未死后再次派军清剿，造成湖南“千村血洗，万灶烟寒”的惨象。另外流行一個传说，朱元璋当皇帝后，他的各派系部將纷纷前往南京向他庆贺。他疲于应付，因而下令各路人马要按顺序依次进京。当他听说有队人马到长沙时，便下令“歇息三天”，不料被误传为“血洗三天”，但这些传说均为民间传言，元末明初湖南人口大减，是因为元末的时候，红巾军与元朝军队厮杀，以及朱元璋与陈友谅厮杀，加之很多人外逃避难，导致湖南人口急剧减少。戰爭之後，湖廣地區人煙稀少，朱元璋發動多次的洪武赶散，將江西居民發配湖廣，湖廣居民發配四川，將山西居民發配中原諸省。
多年后有对从江西过来的青年男女，来到湖南安居乐业，后代繁荣。湖南人因此称江西人为“老表”，尤其長沙人多视江西人为亲戚。

## 清代
由於明末清初四川的戰亂，導致渺無人煙，土地荒蕪，清代順治、康熙、雍正、乾隆等帝一直推動「湖广填四川」移民，百年間大約有六百萬人遷入四川，其中湖廣（湖北、湖南）的就有三百萬，康熙發布了《招民填川詔》，規定新移民可免幾年賦稅。大規模的移民潮甚至影響到了湖廣（湖南、湖北）的人口結構，政府又發動江西移民進入湖廣開墾，即江西填湖廣情況的出現。目前四川省東部的居民（如廣安和鄰水等地），許多來自湖北麻城。